# Société historique acadienne de Pubnico-Ouest
 (août 2012).
La Société historique acadienne de Pubnico-Ouest s'est formée en 1973 pour étudier l'histoire du peuple acadien, en particulier celle de Pubnico-Ouest et du comté de Yarmouth. Elle travaille à maintenir le Musée des Acadiens des Pubnicos et le Centre de recherche des archives de Père Clarence d'Entremont afin de préserver des artéfacts et les archives qui s'y retrouvent. La Société, avec son musée et son centre de recherche, se donne aussi la mission de promouvoir la langue française.

## Histoire
En 1973, un groupe de citoyens dévoués de Pubnico-Ouest se résolurent une société historique afin de préserver leur patrimoine. Cette organisation porte maintenant le nom "Société historique acadienne de Pubnico-Ouest". En 1977, elle fait l'acquisition d'une maison dans le village de Pubnico qu'elle transforma en musée. En plus d'articles de maison, l'on retrouve des documents et des écrits datant des années 1790 qui sont d'un grand intérêt pour les généalogistes et historiens.

## Organisation
Un conseil d'administration assure la gestion de la Société historique acadienne de Pubnico-Ouest.

## Projets et œuvres publiées
La Société historique acadienne de Pubnico-Ouest a mené un travail important en publiant un livre sur les cinq premières générations des descendants de Jacques Mius d’Entremont de Pubnico.